# Tonicia lebruni
Tonicia lebruni is een keverslakkensoort uit de familie van de Chitonidae. De wetenschappelijke naam van de soort is voor het eerst geldig gepubliceerd in 1884 door Rochebrune.